# ألكسيس ميشو
ألكسيس ميشو (بالفرنسية: Alexis Michaud)‏ هو لغوي فرنسي، ولد في 16 أغسطس 1975.